# Guatteria atabapensis
Guatteria atabapensis este o specie de plante angiosperme din genul Guatteria, familia Annonaceae, descrisă de Leandro Aristeguieta, David Mark Johnson și Nancy A. Murray. A fost clasificată de IUCN ca specie cu risc scăzut. Conform Catalogue of Life specia Guatteria atabapensis nu are subspecii cunoscute.